# Chiropsalmus
Genre
Chiropsalmus est un genre de cuboméduses de la famille des Chiropsalmidae.

## Description
Ces cuboméduses présentent quatre poches gastriques non ramifiées en forme de doigts et huit gonades.

## Liste des espèces
Selon World Register of Marine Species (26 février 2024) :
- Chiropsalmus alipes Gershwin, 2006
- Chiropsalmus quadrumanus (F. Muller, 1859)

## Classification
Le nom valide complet (avec auteur) de ce taxon est Chiropsalmus Agassiz, 1862.